# Denkingen
Denkingen es un municipio alemán en el distrito de Tuttlingen en el estado federado de Baden-Wurtemberg. Está ubicado entre Gran Heuberg y Baar.

## Iglesias
- Capilla de San Nicolás, consagrada en 1514[2]
- Iglesia de San Miguel, construida en 1933[2]